# دومینیک پریش
دومینیک پریش (به انگلیسی: Dominique Parrish،  زادهٔ ۵ نوامبر ۱۹۹۶) یک کشتی‌گیر آزادکار اهل کشور آمریکا است. وی سابقه حضور در المپیک ۲۰۲۴ پاریس را دارد.  
از افتخارات وی می‌توان به کسب مدال طلا قهرمانی کشتی جهان ۲۰۲۲ اشاره کرد.